# Koprolálie
Jako koprolálie se označuje opakované nutkání resp. sklon k používání výrazů, označovaných též jako fekální řeč resp. fekální výroky.
Obdobně renomovaný lékařský slovník LaRoche klasifikuje koprolálii jako fekální řeč, sklon k užití výrazů z oblasti trávicí činnosti. Známý slovník Pschyrembel pak pojem zužuje jako nucené použití takových výrazů. Podle Fialy a Růžičky se jedná o „vykřikování neslušných slov“.
Mimo to je pak koprolálie známa také jako neurologicko-psychiatrický symptom např. u Touretteova syndromu, kde je však typický pouze pro malou část takto postižených; podle odhadů je koprolálie typická pro 30 procent nebo pouze 14 procent pacientů s Touretteovým syndromem.
Koprolálie se také objevuje jako slohový prostředek v pornografické literatuře (např. u Henryho Millera).
Výraz pochází z řečtiny (κοπρολαλία), kde κόπρος (kópros) znamená výkal a λαλώ (laló) znamená já mluvím, já říkám. Jako koprolal se označuje osoba takového chování.
Příbuznými termíny jsou kopropraxie, což je provádění gest obscénní povahy a koprografie zahrnující tvorbu obscénních dopisů nebo kreseb.

## Charakteristika
Koprolálie zahrnuje slova a slovní výrazy, které jsou kulturním tabu nebo obecně nevhodným pro přijatelné sociální použití. Termín není používán pro popis kontextového kletí. Je obvykle vyjádřením sociálního nebo emočního kontextu a výrazy mohou být pronášeny hlasitě, různou kadencí nebo tónem normální konverzace. Může se jednat o jednoduché slovo nebo o komplexní frázi. Osoba trpící koprolalií může raději opakovat slova v duchu, než aby je vyslovovala nahlas; tyto vnitřní vokalizace mohou být velice úzkostné.
Koprolálie je příležitostným, ale vzácným příznakem Touretteova syndromu, i když není vyžadována pro jeho diagnózu. U Touretteova syndromu se mohou vyskytovat osobou vyslovované nežádoucí a nekontrolovatelné fráze. Nedobrovolné výbuchy s rasově a etnicky motivovanými urážkami mohou být v určité společnosti zvláště zahanbující. Je však nutné si uvědomit, že fráze pronesené osobou trpící koprolálií nemusí vždy nutně odrážet její myšlenky nebo názory.
Koprolálie bývá také vzácným příznakem některých psychiatrických poruch, jako např. Lesch-Nyhanova syndromu.

## Výskyt
Podle Asociace Touretteova syndromu méně než 15 % pacientů postižených Touretteovým syndromem trpí koprolálií, ale ta má tendenci upoutávat pozornost více než jiné symptomy této choroby. Existuje nepatrný počet epidemiologických studií Touretteova syndromu; tendenčních zjištění ovlivňující klinické studie. Dále, kritéria pro diagnózu Touretteova syndromu byla změněna roku 2000, kdy poruchová kritéria byla odstraněna z DSM-IV-TR pro všechny tikové poruchy, s výsledkem zvýšené diagnózy mírných případů. Mnoho dalších klinických studií trpí malým rozsahem výběru. Tyto faktory kombinují spojení starších tendenčních odhadů koprolálie vůči klinickým těžším zastaralým případům obyvatelstva. Z mezinárodní, multisíťové databáze, obsahující 3500 jednotlivců s Touretteovým syndromem, bylo zjištěno, že 14 % pacientů trpících touto chorobou doprovázenou komorbiditními potížemi mělo koprolálii, oproti 6 % pacientů, kteří měli Touretteův syndrom nedoprovázený žádnými dalšími komplikacemi. Stejná studie zjistila, že šance na postižení koprolálií se lineárně zvyšuje s počtem komorbidních poruch: pacienti se čtyřmi nebo pěti dalšími chorobami mají čtyřikrát až šestkrát větší možnost postižení koprolálií než ti, kteří trpí pouze Touretteovým syndromem. Jedna studie všeobecného dětského lékařství nalezla 8 % výskyt koprolálie u dětí s Touretteovým syndromem, zatímco jiná studie 60% výskyt v lékařských centrech třetího stupně v USA (do kterých jsou typicky odkazovány těžší případy). Nedávná větší brazilská studie 44 pacientů s Touretteovým syndromem nalezla u těchto pacientů 14 % výskyt koprolálie. Kostarická studie 85 pacientů prokázala 20% výskyt koprolálie, chilská u 70 pacientů její 8,5% výskyt, starší japonské studie hovoří o 4% výskytu a ještě starší klinické studie z Brazílie zjistilo koprolálii u 28 % z 32 pacientů. Vzhledem k metodologickým problémům ovlivňujícím všechny citované zprávy, konsenzus Asociace Touretteova syndromu je ten, že aktuální číslo má hodnotu nižší než 15 %.

## Léčba
Někteří pacienti byli ošetřováni injekcí botulotoxinu (Botox) poblíž hlasivek. To nezabraňovalo vokalizaci, ale částečně paralyzovalo, že ve výsledku tato léčba pomohla kontrolovat hlasitost jakéhokoliv výbuchu. Kupodivu, injekce botoxu má za následek více všeobecnou úlevu od tiků než očekávanou úlevu v ložisku.

## V kultuře
Zábavní průmysl často zobrazuje osoby s Touretteovým syndromem jako sociálně ztracené existence, jejichž jedinou poruchou je koprolálie, což jen dále prohlubuje nedorozumění ohledně lidí s tímto syndromem. Symptomy koprolálie u Touretteova syndromu jsou také často ukazovány v televizních a rozhlasových talk show.